# Pimelodus pantaneiro
Pimelodus pantaneiro es una especie de peces de la familia Pimelodidae en el orden de los Siluriformes.

## Morfología
• Los machos pueden llegar alcanzar los 25,6 cm de longitud total.

## Distribución geográfica
Se encuentran en Sudamérica: Brasil.